# 沃迪尼
沃迪尼（法語：Vaudigny，法語發音：[vodiɲi]）是法国默尔特-摩泽尔省的一个市镇，位于该省南部，属于南锡区。

## 地理
沃迪尼（48°26'17"N, 6°11'56"E）面积3.94 平方千米，位于法国大東部大區默尔特-摩泽尔省，该省份为法国东北部内陆省份，是洛林的一部分，北邻比利时、卢森堡，北起顺时针与摩泽尔省、下莱茵省、孚日省和默兹省接壤。
与沃迪尼接壤的市镇（或旧市镇、城区）包括：勒伯维尔、沃德维尔、克西罗库尔。

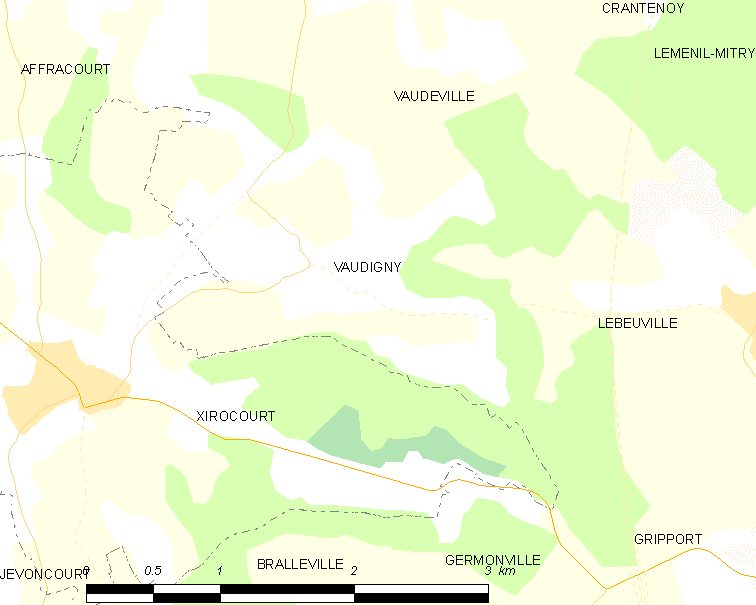
沃迪尼的OSM定位图

沃迪尼的时区为UTC+01:00、UTC+02:00（夏令时）。

## 行政
沃迪尼的邮政编码为54740，INSEE市镇编码为54554。

## 政治
沃迪尼所属的省级选区为梅讷欧桑图瓦县。

## 人口

1962-2008年间沃迪尼人口变化图示

沃迪尼于2022年1月1日时的人口数量为82人。